# Spoy (Aube)
Spoy és un municipi francès situat al departament de l'Aube i a la regió del Gran Est. L'any 2007 tenia 156 habitants.

## Demografia

### Població
El 2007 la població de fet de Spoy era de 156 persones. Hi havia 69 famílies de les quals 24 eren unipersonals (16 homes vivint sols i 8 dones vivint soles), 20 parelles sense fills i 25 parelles amb fills.
La població ha evolucionat segons el següent gràfic:
Habitants censats

### Habitatges
El 2007 hi havia 101 habitatges, 67 eren l'habitatge principal de la família, 20 eren segones residències i 14 estaven desocupats. Tots els 101 habitatges eren cases. Dels 67 habitatges principals, 51 estaven ocupats pels seus propietaris, 12 estaven llogats i ocupats pels llogaters i 4 estaven cedits a títol gratuït; 1 tenia una cambra, 6 en tenien dues, 7 en tenien tres, 15 en tenien quatre i 38 en tenien cinc o més. 56 habitatges disposaven pel capbaix d'una plaça de pàrquing. A 29 habitatges hi havia un automòbil i a 33 n'hi havia dos o més.

### Piràmide de població
La piràmide de població per edats i sexe el 2009 era:
| Homes | Edats   | Dones |
| ----- | ------- | ----- |
| 0     | 95 o +  | 0     |
| 4     | 90 a 94 | 0     |
| 0     | 85 a 89 | 0     |
| 0     | 80 a 84 | 0     |
| 4     | 75 a 79 | 0     |
| 0     | 70 a 74 | 8     |
| 4     | 65 a 69 | 4     |
| 0     | 60 a 64 | 4     |
| 0     | 55 a 59 | 4     |
| 8     | 50 a 54 | 4     |
| 12    | 45 a 49 | 8     |
| 8     | 40 a 44 | 8     |
| 0     | 35 a 39 | 4     |
| 4     | 30 a 34 | 0     |
| 0     | 25 a 29 | 8     |
| 4     | 20 a 24 | 0     |
| 4     | 15 a 19 | 4     |
| 0     | 10 a 14 | 12    |
| 4     | 5 a 9   | 8     |
| 0     | 0 a 4   | 0     |

## Economia
El 2007 la població en edat de treballar era de 108 persones, 86 eren actives i 22 eren inactives. De les 86 persones actives 77 estaven ocupades (48 homes i 29 dones) i 9 estaven aturades (3 homes i 6 dones). De les 22 persones inactives 9 estaven jubilades, 3 estaven estudiant i 10 estaven classificades com a «altres inactius».

### Ingressos
El 2009 a Spoy hi havia 67 unitats fiscals que integraven 145 persones, la mediana anual d'ingressos fiscals per persona era de 18.875 €.

### Activitats econòmiques
Dels 3 establiments que hi havia el 2007, 1 era d'una empresa extractiva, 1 d'una empresa alimentària i 1 d'una empresa classificada com a «altres activitats de serveis».
L'any 2000 a Spoy hi havia 26 explotacions agrícoles que ocupaven un total de 756 hectàrees.

## Poblacions més properes
El següent diagrama mostra les poblacions més properes.